# أبو بكر الكلاباذي
الإمام الصوفي أبو بكر محمد بن أبي إسحاق البخاري الكَلاَباذي، صاحب كتاب التعرف على مذهب أهل التصوف. توفي سنة 384 هـ.

## من مؤلفاته
- بحر الفوائد المشهور بـمعاني الأخبار

## وصلات خارجية
- تحميل كتاب (بحر الفوائد المشهور بمعاني الأخبار) للكلاباذي، من المكتبة الشاملة